# José Pegado de Azevedo
José Pegado de Azevedo (Lisboa, 13 de Março de 1750 — Ponta Delgada, 19 de Junho de 1812) foi o 24.º bispo de Angra, tendo governado a diocese de 1802 a 1812. Era padre da Congregação do Oratório e tinha sido militar. Gozou fama de bom pregador e de bom teólogo. Esforçou-se por reformar a diocese, mas teve de se contender com uma constante sucessão de escândalos envolvendo os conventos de freiras, então já em pleno declínio e em absoluta desmoralização, com frequentes violações da clausura, num ambiente em que se poderia dizer tudo dos conventos açorianos, excepto que as suas ocupantes eram castas. Minado por dissabores diversos, acabou por falecer em Ponta Delgada, onde se encontra sepultado. Era grande amante da música sacra, tendo fomentado a sua expansão na diocese. Apesar do edifício já se encontrar há muito concluído, sagrou a Sé Catedral de Angra, numa cerimónia realizada a 16 de Outubro de 1808.

## Biografia
Natural de Lisboa, onde nasceu a 13 de Março de 1750, D. José Pegado de Azevedo foi ordenado padre da Congregação do Oratório a 9 de Agosto de 1778, sendo depois nomeado para o cargo de prior de Santos, em Lisboa. Terá também sido militar, o que explicaria o carácter austero e rigoroso e o gosto pelos desfiles que depois demonstrou. Tinha fama de bom teólogo e de pregador eloquente, de voz sonora e forte.
Foi apresentado para bispo de Angra a 10 de Julho de 1801 pelo príncipe-regente D. João, obtendo confirmação papal quase imediata, a 22 de Agosto daquele ano. Foi sagrado bispo em Lisboa, no dia 15 de Novembro imediato.
Logo a 15 de Dezembro de 1801, tomou posse da diocese através do seu procurador, o deão Mateus Homem Borges da Costa. Contudo, apenas chegou a Angra quase um ano depois, indo hospedar-se no Convento de São Francisco de Angra, de onde oficiou ao cabido para que se lhe preparasse uma recepção com a necessária ostentação religiosa, pois queria fazer a sua entrada na Sé Catedral processionalmente, na quarta-feira imediata, 15 de Dezembro de 1802, dia da Transfiguração.  A entrada na Sé realizou-se nesse dia, saindo o bispo processionalmente a ocupar a sua Cátedra na Sé, em grande aparato de estilo triunfalista e pomposo, sendo a posse conferida pelo deão Mateus Homem Borges da Costa.
Logo que começou a governar cuidou de transferir os eclesiásticos empregados nas igrejas de todo o bispado, uns por lhe constar a vida licenciosa que passavam nos lugares de seu nascimento, e deverem experimentar os incómodos da vida eclesiástica em serviço de igrejas mais trabalhosas; outros porque deviam, por seus serviços, passar a melhores e mais rendosas côngruas, retirando-os também dos lugares onde já tinham adquirido uma demasiada popularidade que os apartava do seu instituto para o comércio ilícito das coisas humanas. Também determinou a obrigatoriedade dos padres as vestes talares e chapéu triangular, como ele próprio usava. Embora com siso e brandura, também regulou a utilização das outras peças eclesiásticas da época, nomeadamente os lenços de seda, com que se guarnecia o pescoço, as botas e calção e os sapato e meia.
Fundou estatutos e regulamentos para governo das colegiadas, e das paróquias rurais, determinando as horas improrrogáveis da missa conventual e mais ofícios. Também redigiu um formulário com declarações explícitas para servirem no assento da vida civil.
Determinou que os clérigos usassem de vestidos talares, e de chapéus triangulares, como ele usava. Visitou as igrejas principais da cidade, e vilas da ilha Terceira, advertindo os párocos de muitas obrigações que já se achavam relaxadas em prejuízo da sã moral e boa doutrina.
Interessava-se pela música sacra, razão por que em seu tempo se executou na Sé com a maior perfeição em todas as festividades que nela se faziam; e o mesmo gosto se foi estendendo às outras igrejas por sua influência, e de seus delegados, principalmente na Praia e nos mosteiros de freiras, donde já nesse tempo havia desaparecido o estatuto que obrigava a que se dissesse o ofício divino em cantochão simples, e uniforme, e não em canto de órgão, nem contraponto, o que acontecia em quase todos os mosteiros dos Açores.
Em consequência, esta a época em que mais floresceu a música sacra, e apareceram os melhores executores, entre os quais se distinguiram o mestre da capela Manuel Machado Diniz, que faleceu cónego da catedral; João José da Silva, que em Lisboa aprendeu esta arte, e tanto a fundo que ninguém nas ilhas o excedeu, assim nos preceitos do contraponto, como na execução, o que ainda atestam as suas muitas obras neste género de cantochão contidas nos livros que existem na Sé por ele compostos no maior asseio, perfeição, e inteligência.
Na Sé floresceram os padres José Pinheiro, por sua melíflua voz de basso, e Manuel Caetano, prendado organista, e Francisco Jerónimo, secular, ambos discípulos do padre José Benedicto, que a todos se avantajou e faleceu organista da catedral, com o crédito de ser o melhor de todas as ilhas, como discípulo do padre João da Silva Morais, mestre da capela na Real Basílica de Santa Maria.
Na Praia ganhou fama como músico o historiador Francisco Ferreira Drumond, que foi organista da Matriz da Vila da Praia, cargo para que foi nomeado em 1811, contando apenas 15 anos de idade, e exerceu durante 47 anos, até ao seu falecimento.
Além de outras providências adoptadas pelo bispo tendentes à boa disciplina do clero secular e regular da diocese, foi recebida uma provisão real, datada de 6 de Agosto de 1799, pela qual se determinava que não houvesse párocos amovíveis, como havia ainda nas ilhas desde tempo em que as igrejas consistiam simplesmente em oratórios ambulantes, o que agora se havia alterado, por se achar uma grande parte delas fixa e permanentes. Essa provisão mandava que todos os párocos fossem colados, conforme a disciplina eclesiástica, e tivessem côngrua pela fazenda real na forma prescrita na mesma provisão, contando nela as ofertas de pé de altar, livres oblações dos fiéis na primitiva igreja e que como tais desde logo se pusessem a concurso e se fizessem as propostas pela Mesa da Consciência e Ordens.
Apesar de desde o ano de 1534 ter sido a Igreja do Santíssimo Salvado do Mundo de Angra elevada a Sé Catedral, não constava em documento algum, nem sequer por tradição, que tivesse sido sagrada. Resolveu então o bispo D. José Pegado de Azevedo efectuar aquele soleníssimo acto religioso, o que executou a 16 de Outubro de 1808, na presença de muito povo que havia concorrido a ela e das dignidades, capitulares e mais clerezia.
Apesar do ímpeto reformador com que vinha imbuído, ou talvez por causa dele, o episcopado de D. José Pegado de Azevedo foi marcado por constantes peripécias escandalosas envolvendo as freiras dos diversos conventos das ilhas. Entre estes incidentes, avultou o público escândalo dado das freiras do Convento de Santo André, de Vila Franca do Campo, de São Gonçalo de Angra, com relações amorosa entre as freiras e alguns elementos da nobreza, de que resultaram frequentes violação de clausura. Mesmo na pacata Horta, no Convento da Glória não faltou a sedução e rapto de religiosas por ingleses, com injustificável conivência de gente de bem da terra e até de um minorista, que foi depois processado.
O sentido das extravagâncias morais proliferava à rédea solta e os parlatórios, mirantes e gradinhas das casas conventuais, outrora de grande gravidade e compostura, eram disso prova dissoluta. O bispo, tentando impor a moralização dos conventos, viu-se engolfado numa tremenda tempestade de ódios e numa campanha de descrédito onde a calúnia e o insulto pululavam. Nem a visita ao Faial, nem as que fez a São Miguel, trouxeram sossego e paz de espírito a D. José Pegado de Azevedo, que se viu incompreendido nas reformas que pretendeu introduzir no clero regular e secular e crescentemente contestado pelo clero. Em Angra, apareceram pasquins infamantes afixados nas portas da Sé, junto do pelourinho do Alto das Covas e nas esquinas de rua, onde se mostrava o bispo em figura libidinosa.
Por sua iniciativa deu-se início à reedificação da Igreja Matriz de Santa Cruz da Praia, caída em consequência dos sismos de 1801, conquanto já abalada desde o grande terramoto da primeira caída da Praia em 1614.
Este prelado uma festa do Espírito Santo na Sé, esmolada como era tradição, que o Cabido se apressou a extinguir logo após a sua morte.
Foi de uma imensa dedicação e amor aos livros, deixando estabelecido no testamento com que morreu que a sua livraria ficaria à guarda dos bispos seus sucessores, até que houvesse na diocese um Seminário Episcopal de Angra, o que só se concretizaria em 1862.
Faleceu no Convento da Graça da cidade de Ponta Delgada, no dia 19 de Junho de 1812, tendo sido sepultado na Igreja Matriz de São Sebastião daquela cidade. Alguns dos processos que o envolviam apenas foram decididos depois da sua morte, reparando, embora postumamente, alguns das injustiças de que fora vítima.